# Келсо (тауншип, Миннесота)
Келсо (англ. Kelso) — тауншип в округе Сибли, Миннесота, США. На 2000 год его население составило 357 человек.

## География
По данным Бюро переписи населения США площадь тауншипа составляет 92,2 км², из которых 92,2 км² занимает суша, водоёмов нет.

## Демография
По данным переписи населения 2000 года здесь находились 357 человек, 124 домохозяйства и 88 семей.  Плотность населения —  3,9 чел./км².  На территории тауншипа расположено 128 построек со средней плотностью 1,4 построек на один квадратный километр. Расовый состав населения: 96,08 % белых, 0,84 % азиатов, 2,80 % — других рас США и 0,28 % приходится на две или более других рас. Испанцы или латиноамериканцы любой расы составляли 2,24 % от популяции тауншипа.
Из 124 домохозяйств в 34,7 % воспитывались дети до 18 лет, в 65,3 % проживали супружеские пары, в 3,2 % проживали незамужние женщины и в 29,0 % домохозяйств проживали несемейные люди. 26,6 % домохозяйств состояли из одного человека, при том 8,1 % из — одиноких пожилых людей старше 65 лет. Средний размер домохозяйства — 2,88, а семьи — 3,56 человека.
30,0 % населения — младше 18 лет, 8,7 % — в возрасте от 18 до 24 лет, 25,5 % — от 25 до 44, 25,8 % — от 45 до 64, и 10,1 % — старше 65 лет. Средний возраст — 36 лет. На каждые 100 женщин приходилось 128,8 мужчин.  На каждые 100 женщин старше 18 приходилось 121,2 мужчин.
Средний годовой доход домохозяйства составлял 46 250 долларов, а средний годовой доход семьи —  52 000 долларов. Средний доход мужчин —  31 518  долларов, в то время как у женщин — 22 708. Доход на душу населения составил 17 818 долларов. За чертой бедности находились 2,1 % семей и 6,6 % всего населения тауншипа, из которых 7,8 % младше 18 и 17,6 % старше 65 лет.